# Menneville (Aisne)
Menneville era una comuna francesa situada en el departamento de Aisne, de la región de Alta Francia, que el 1 de enero de 2019 pasó a ser una comuna delegada de la comuna nueva de Villeneuve-sur-Aisne.

## Geografía
Está ubicada a orillas del río Aisne, a 33 km al sureste de Laon y a 18 km al norte de Reims.

## Demografía
| 218 | 209 | 235 | 233 | 252 | 275 | 389 | 449 |
| Para los censos de 1962 a 1999 la población legal corresponde a la población sin duplicidades (Fuente: INSEE [Consultar]) |     |     |     |     |     |     |     |